# Kraussia kirkii
Kraussia kirkii är en måreväxtart som först beskrevs av Joseph Dalton Hooker, och fick sitt nu gällande namn av Arthur Allman Bullock. Kraussia kirkii ingår i släktet Kraussia och familjen måreväxter. Inga underarter finns listade i Catalogue of Life.